# Tahar Ben Jelloun
Pour les articles homonymes, voir Ben Jelloun.
Tahar Ben Jelloun (en arabe : الطاهر بن جلون) est un écrivain, poète et peintre franco-marocain né le 1er décembre 1947,, à Fès (Maroc). Auteur de nouvelles, romans, poèmes et essais, il est lauréat du prix Goncourt pour son roman La Nuit sacrée.

## Biographie

### Adolescence et études
Après avoir fréquenté une école primaire bilingue arabo-francophone, il étudie au lycée Regnault (lycée français de Tanger) jusqu'à l'âge de dix-huit ans, puis fait des études de philosophie à l'université Mohammed V de Rabat. En parallèle, il écrit ses premiers poèmes. Cette poésie est empreinte de l'agitation politique et sociale que traverse la jeunesse marocaine à l'époque.
Une fois ses études terminées, il enseigne la philosophie au Maroc et poursuit son activité littéraire. En 1971, il publie son premier ouvrage, le recueil de poèmes Hommes sous linceul de silence, qui traduit l'engagement de Tahar Ben Jelloun pour davantage de justice sociale dans son pays.

### Installation à Paris et début de sa carrière littéraire
La même année, à la suite de l'arabisation de l'enseignement de la philosophie, il part pour la France et s'installe à Paris. Souhaitant élargir ses perspectives et ne plus se limiter à enseigner la philosophie, Tahar Ben Jelloun entame des études de psychologie. Sur le plan littéraire, la présence de Tahar Ben Jelloun - qui écrit en langue française - en France lui permet de nouer des contacts avec des éditeurs.
À partir de 1972, il écrit de nombreux articles pour le quotidien Le Monde. En 1975, il obtient un doctorat de psychopathologie sociale.
Les années 1970 voient le travail littéraire de Tahar Ben Jelloun évoluer sous l'influence notamment de ses expériences intellectuelles parisiennes et de son expérience de psychothérapeute. L'écrivain s'essaie à la narration et revendique une perspective morale dans ses écrits. Il publie ainsi La Réclusion solitaire en 1976 et surtout La plus haute des solitudes en 1977, deux ouvrages centrés sur la question de l'immigration maghrébine dans la société européenne. La plus haute des solitudes, un essai inspiré de sa thèse et dans lequel il relate et analyse la misère psychologique, sexuelle et la solitude de travailleurs immigrés, est remarqué et participe à la découverte des conditions de vie difficiles des populations immigrées par la population française.

### Reconnaissance littéraire et Prix Goncourt
Durant tout le début de sa carrière, Tahar Ben Jelloun est un écrivain apprécié, bénéficiant de bonnes critiques et d'un public peu nombreux mais fidèle. La publication en 1985 du roman L'Enfant de sable va toutefois permettre à l'écrivain marocain d'accéder à une large reconnaissance. Le succès de l'ouvrage lui permet en effet d'étendre son public et modifie son rapport à la littérature. Comme il l'indique en interview, si cette nouvelle audience ne modifie pas son travail littéraire quotidien (style, etc..), sa conception du message porté par la littérature et de la responsabilité des auteurs vis-à-vis des lecteurs évoluent.
Il obtient le prix Goncourt en 1987 pour La Nuit sacrée, une suite à L'Enfant de sable. Il est le premier auteur marocain à obtenir ce prix.

### Publication deCette aveuglante absence de lumièreet controverse
En 2001, Tahar Ben Jelloun publie Cette aveuglante absence de lumière, un ouvrage revenant sur l'enfermement à la prison secrète de Tazmamart de plusieurs dizaines de sous-officiers opposants du roi Hassan II durant les années de plomb marocaines. Cette publication est vivement critiquée par un ancien détenu, Ahmed Marzouki, auteur de l'ouvrage Tazmamart Cellule 10 publié l'année précédente et qui décrivait également les conditions de détention à Tazmamart. L'ancien officier reproche à Tahar Ben Jelloun son silence sur la répression sécuritaire au Maroc durant toutes ces années tandis qu'il était un écrivain primé, reconnu, protégé et dont la voix aurait porté internationalement. De plus, il dénonce une publication qu'il juge opportuniste et motivée par des considérations purement commerciales sur un sujet hautement symbolique et moral pour la population marocaine.
En réponse, Tahar Ben Jelloun rejette ces deux accusations et rappelle sa liberté artistique d'écrivain. Pour sa défense, il explique s'être tu sur la situation marocaine pour assurer la sécurité de sa famille restée au Maroc et conserver des liens avec son pays natal (notamment la possibilité d'y retourner). Il ajoute par ailleurs avoir ignoré certains aspects de la répression subie par les prisonniers. Sur les questions d'ordre financier, l'écrivain indique partager les bénéfices des ventes avec le prisonnier lui ayant fourni la matière première pour son roman, Aziz Binebine,.
La controverse qui oppose les deux hommes secoue le Maroc et les milieux littéraires francophones. Les positions changeantes d'Aziz Binebine, parfois positifs parfois négatifs sur l'ouvrage, mais surtout certaines déclarations jugées peu crédibles par les critiques littéraires parisiens participent à attiser les tensions. À l'opposé du livre qui rencontre un succès critique unanime, l'image de Tahar Ben Jelloun est pour certains durablement écornée par cette affaire,.

### Responsabilités littéraire et morale
À partir des années 2000, la position de Tahar Ben Jelloun au sein du milieu littéraire évolue. Auteur reconnu de la critique et du public, il allie à son travail d'écriture une activité au sein des institutions et des structures littéraires francophones. Ainsi, il soumet sa candidature à l'Académie française, pour le fauteuil no 16 occupé auparavant par le poète franco-sénégalais Léopold Sédar Senghor, durant le mois de janvier 2003. Toutefois, l'écrivain marocain décide le mois suivant de se retirer de l'élection.
En 2008, il est élu membre de l'Académie Goncourt, en remplacement de François Nourissier démissionnaire.
Il participe en octobre 2013 à un colloque international au Sénat de Paris sur l'islam des Lumières avec Malek Chebel, Reza Deghati, Olivier Weber, Abdelkader Djemaï, Gilles Kepel et Barmak Akram[réf. nécessaire].
Tahar Ben Jelloun écrit plusieurs ouvrages pédagogiques tel que Le Racisme expliqué à ma fille (1998), inspiré par une manifestation contre le projet des lois Pasqua-Debré, l'Islam expliqué aux enfants (2002), en réponse à l'Islamophobie suivant les attentats du 11 septembre 2001 aux États-Unis, et Le Terrorisme expliqué à nos enfants (2016) depuis les attentats du 13 novembre 2015 en France et les autres attentats djihadistes en Europe. Il est régulièrement sollicité pour des interventions dans des écoles et universités marocaines, françaises et européennes.
En novembre 2015, il quitte les éditions Bompiani qui publient ses œuvres en italien pour fonder à Milan La nave di Teseo, une nouvelle maison d'édition, avec Umberto Eco[réf. nécessaire].
Tahar Ben Jelloun est connu non seulement pour ses œuvres littéraires, mais aussi ses apparitions dans les organes de presse, où il parle de l'expérience vécue, des injustices et des défis des Maghrébins qui habitent en France.
En novembre 2018, il est le président d'honneur du Prix CatalPa, prix littéraire et artistique français distinguant chaque année un catalogue d'exposition parmi les titres publiés dans l’année par les musées et les institutions culturelles de Paris.

## Littérature

### Style

#### Inspiration dans la forme du conte
L'écriture de Taher Ben Jelloun est empreinte de la forme du conte, forme littéraire traditionnelle importante au Maghreb. L'écrivain estime d'ailleurs que cette approche de la narration lui est la plus naturelle. Il explique ainsi avoir découvert sur le tard et s'être inspiré de la figure des conteurs de rue et de la richesse de leur répertoire,,.

### Controverses

#### Controverse l'écrivain algérien Yasmina Khadra
Le 5 février 2021, Tahar Ben Jelloun est accusé par l'écrivain algérien Yasmina Khadra d'être à l'origine de son ostracisation par les institutions littéraires et les médias en France. Invité dans l’émission Maghreb Orient Express sur TV5 Monde pour la promotion de son livre Le baiser et la morsure, il a déclaré : « Quand vous avez un écrivain de renom, connu dans le monde entier, prix Goncourt, membre influent de l’Académie Goncourt, qui s’appelle Tahar Ben Jelloun, qui raconte partout depuis vingt ans, de janvier 2001 jusqu’à ce matin, que je suis un imposteur, que ce n’est pas moi qui écris mes livres, qu’il connaît mon nègre. Et à travers ça, trouver toutes sortes de diffamations, d’affabulations, d’élucubrations les plus chimériques, alors j’ai écrit ce livre pour rassurer les miens et ceux qui apprécient mon travail pour leur dire que vous êtes en train de lire quelqu’un de brave, d’honnête et qui n’est jamais dans la polémique. »

### Diffusion internationale
L'Enfant de sable (Seuil 1985) et La Nuit sacrée, Prix Goncourt 1987, ont été traduits en quarante-trois langues dont (en plus de l'arabe, de l'anglais et des langues européennes) l'indonésien, le vietnamien, le hindî, l'hébreu, le japonais, le coréen, le chinois, etc.
Le Racisme expliqué à ma fille (un succès de librairie vendu à plus de 400 000 exemplaires,), est traduit en trente-trois langues, dont trois des onze langues principales d'Afrique du Sud (l'afrikaans, le swati et l'ixixhosa), le bosniaque et l'espéranto.
La plupart de ses livres ont été traduits en arabe, dont certains par l'auteur lui-même.

## Œuvres
Éditions originales uniquement. Principalement d'après le catalogue générale de la Bibliothèque nationale de France. Publié à Paris sauf indication contraire. 
- 1968 : 'L'Aube des dalles', poème, Souffles no. 12 (Rabat)
- 1971 : Hommes sous linceul de silence, poèmes, Atlantes (Casablanca)
- 1972 : Les Cicatrices du soleil, poèmes, Maspero
- 1973 : Harrouda, roman, Les Lettres nouvelles
- 1976 : La Réclusion solitaire, roman, Denoël
- 1976 : Le Discours du chameau, poèmes, Maspero
- 1976 : La Mémoire future : anthologie de la nouvelle poésie du Maroc, poèmes, Maspero, anthologie dirigée par Tahar Ben Jelloun
- 1976 : Les Amandiers sont morts de leurs blessures, poèmes, Maspero — prix de l'Amitié franco-arabe 1976
- 1977 : La Plus haute des solitudes : misère sexuelle d'émigrés nord-africains, essai, Seuil
- 1978 : Moha le fou, Moha le sage, roman, Seuil — prix des Bibliothécaires de France, prix Radio-Monte-Carlo 1979
- 1980 : À l'insu du souvenir, poèmes, Maspero
- 1981 : La Prière de l'absent, roman, Seuil
- 1982 : Haut-Atlas, album-photo, Chêne, photographies de Philippe Lafond
- 1983 : L'Écrivain public, récit, Seuil
- 1984 : Hospitalité française : racisme et immigration maghrébine, essai, Seuil
- 1984 : La Fiancée de l'eau, suivie d'Entretiens avec M. Saïd Hammadi ouvrier algérien, théâtre, Actes Sud
- 1985 : L'Enfant de sable, roman, Seuil
- 1986 : Marseille comme un matin d'insomnie, poèmes, Le Temps parallèle (Marseille), photographies de Thierry Ibert
- 1987 : La Nuit sacrée, roman, Seuil  — prix Goncourt
- 1987 : Sahara, album-photo, AMC (Mulhouse), comprend le poème « Atteint de désert », photographies de Bernard Descamps
- 1990 : Jour de silence à Tanger, récit, Seuil
- 1991 : Les Yeux baissés, roman, Seuil
- 1991 : Alberto Giacometti, essai, Flohic, connu plus tard comme La Rue pour un seul : Alberto Giacometti
- 1991 : La Remontée des cendres, poèmes, Seuil, édition bilingue avec version arabe de Kadhim Jihad
- 1992 : L'Ange aveugle, nouvelles, Seuil
- 1993 : Clair-obscur, poèmes, J.-P. Barthélémy (Bescançon), peintures de Mohamed Bennani
- 1994 : L'Homme rompu, roman, Seuil
- 1994 : La Soudure fraternelle, récit autobiographique, Arléa, connu plus tard comme Éloge de l'amitié
- 1995 : Poésie complète : 1966–1995, poèmes, Seuil
- 1995 : Le Premier Amour est toujours le dernier, nouvelles, Seuil
- 1995 : Rachid, l'enfant de la télé, jeunesse, Seuil, illustrations de Edmond Baudoin
- 1996 : Les Raisins de la galère, roman, Fayard
- 1997 : La Nuit de l'erreur, roman, Seuil
- 1997 : Le Racisme expliqué à ma fille, récit, Seuil
- 1999 : L'Auberge des pauvres, roman, Seuil
- 1999 : Le Labyrinthe des sentiments, récit, Stock, dessins de Ernest Pignon-Ernest
- 2001 : Cette aveuglante absence de lumière, roman, Seuil
- 2002 : L'Islam expliqué aux enfants, récit, Seuil
- 2003 : Amours sorcières, nouvelles, Seuil
- 2004 : Le Dernier Ami, roman, Seuil
- 2004 : Maroc, les montagnes du silence, album-photo, Chêne, photographies de Philippe Lafond
- 2004 : La Belle au bois dormant, jeunesse, Seuil, illustrations de Anne Buguet
- 2006 : Partir, roman, Gallimard[21]
- 2007 : L'École perdue, jeunesse, Gallimard, illustrations de Laurent Corvaisier
- 2007 : Sur ma mère, roman, Gallimard
- 2009 : Au pays, roman, Gallimard
- 2009 : Marabouts, Maroc, album-photo, Gallimard, photographies de Antonio Cores et Beatriz del Rio
- 2010 : Beckett et Genet, un thé à Tanger, théâtre, Gallimard
- 2010 : Jean Genet, menteur sublime, essai, Gallimard
- 2011 : Par le feu, récit, Gallimard
- 2011 : L'Étincelle : révoltes dans les pays arabes, essai, Gallimard[22]
- 2011 : Que la blessure se ferme, poèmes, Gallimard
- 2012 : Le Bonheur conjugal, roman,  Gallimard
- 2012 : Au seuil du paradis, récit autobiographique, Busclats
- 2013 : Lettre à Matisse et autres écrits sur l'art, essais, Gallimard
- 2014 : L'Ablation, récit, Gallimard
- 2014 : Mes contes de Perrault, nouvelles, Seuil
- 2015 : Poèmes, peintures, poèmes, Gallimard, peintures de Tahar Ben Jelloun
- 2016 : Le Mariage de plaisir, roman, Gallimard
- 2016 : Le Terrorisme expliqué à nos enfants, récit, Seuil
- 2017 : Un pays sur les nerfs, essai, L'Aube
- 2017 : L'Islam expliqué en images, essai, Seuil
- 2018 : L'Insomnie, roman, Gallimard, connu plus tard comme L'Insomniaque
- 2018 : La Punition, récit, Gallimard
- 2019 : Jour bleu, album-photo, Cercle d'art, photographies de Thomas Dhellemmes
- 2020 : Le Miel et l'Amertume, roman, Gallimard
- 2020 : La Philo expliquée aux enfants, récit, Gallimard
- 2022 : Douleur et lumière du monde, poèmes, Gallimard, précédé de Que la blessure se ferme, voir supra
- 2022 : La Couleur des mots, récit autobiographique, L'Iconoclaste
- 2022 : Au plus beau pays du monde, récits, Seuil
- 2022 : Vitraux : église Saint-Genulf du Thoureil, essai, Gallimard, avec Jérôme Clément, photographies de Francesca Mantovani
- 2023 : Les Amants de Casablanca, roman, Gallimard
- 2023 : Dictionnaire amoureux du Maroc, essai, Plon
- 2023 : Les Arbres racontés aux enfants, récit, L'Iconoclaste

### Participations
- 2005 : « Lettre à Delacroix », dans Delacroix au Maroc, édition établie par Gianni Guadalupi, FMR, publié séparément en poche
- 2009 : « Amine », dans Au nom de la fragilité : des mots d'écrivains, anthologie dirigée par Charles Gardou, Érès
- 2015 : « Le Califat sauvage », dans Qui est Daech ? Comprendre le nouveau terrorisme, collection d'essais dirigée par Éric Fottorino, Philippe Rey

## Arts graphiques

### Vitrerie
En 2017, Jérôme Clément, élu local de la commune du Thoureil, demande à Tahar Ben Jelloun de dessiner une série de vitraux pour orner l'église du village. Intéressé par le projet et s'inspirant du parallèle avec les créations d'Henri Matisse, l'écrivain accepte la proposition.
Dans son approche artistique de cette commande, Tahar Ben Jelloun insiste sur la dimension spirituelle et le dialogue interreligieux sous-tendus par le projet. Permettre à un artiste de culture musulmane de travailler sur un édifice chrétien et d'y apporter une esthétique nouvelle lui paraît mettre en avant l'importance de porter un message pacifique et d'exprimer les convergences entre les religions monothéistes.
La fabrication des vitraux est confiée au maître verrier de Saumur Philippe Brissy.

## Positionnement politique et sociétale

### Relation avec le régime royal marocain
Cité par le journaliste marocain Omar Brouksy, auteur du livre enquête "la République de Sa Majesté" sur l'ingérence marocaine en France, Tahar Ben Jelloun est considéré par ce dernier comme faisant partie du lobby de la monarchie marocaine en France.
Dès 2016, Tahar Ben Jelloun collabore avec le média Le360.ma, organe médiatique du secrétaire particulier du roi du Maroc Mounir Majidi et considéré par le journal Le Monde tout comme par Human Right Watch comme porte-voix des services sécuritaires du régime et faisant partie du phénomène de la presse de diffamation au Maroc.
En 2022, Tahar Ben Jelloun publie une tribune dans l'hebdomadaire français Le Point intitulée « Le Maroc expliqué à Emmanuel Macron » où il défend la thèse que le Maroc serait une démocratie tout en affirmant, concernant le roi du Maroc, qu'"au Maroc, le roi règne et gouverne", que "rien ne se fait sans son accord" et qu'"il se trouve que c'est un grand roi, un des rares dirigeants du monde arabe à respecter les principes de la démocratie". Dans la même tribune, il critique le rapprochement entre le président français Emmanuel Macron et l'Algérie. La tribune a été critiquée par des médias algériens,.

### Lettre au président de la République: prise de position sur la société française
Dans Le Monde du lundi 6 septembre 2010, Tahar Ben Jelloun écrit une « Lettre au président de la République », l'invitant à plus de discernement dans ses propos (Nicolas Sarkozy s'était exprimé à Grenoble sur la possibilité de déchoir de la nationalité française une personne qui aurait commis un grave délit). Il veut lui rappeler sa position de chef de l'État et l'usage qu'il se devrait d'en faire vis-à-vis des valeurs de la République et de sa constitution.

## Récompenses et distinctions

### Prix
- 1976 : prix de l'amitié franco-arabe pour son recueil de poèmes Les amandiers sont morts de leurs blessures.
- 2005 : prix Ulysse pour l'ensemble de son œuvre.
- juin 2004 : prix littéraire international IMPAC, reçu à Dublin[35]. Ce prix, décerné par un jury international après une sélection faite par 162 bibliothèques et librairies anglo-saxonnes, couronne le roman This Blinding Absence of Light (traduction anglaise de Cette aveuglante absence de lumière), écrit à la demande d'un ancien prisonnier du bagne de Tazmamart au Maroc, et après un entretien avec celui-ci.
- 1987 : prix Goncourt pour La Nuit sacrée.
- 20 juillet 2010 : prix international de poésie Argana, décerné par la Maison de poésie du Maroc[36].
- 21 juin 2011 : prix de la paix Erich-Maria-Remarque pour son essai L'Étincelle — Révolte dans les pays arabes[37].

### Distinctions
- Il est fait commandeur de l'ordre des Arts et des Lettres lors de la promotion du 26 janvier 1995[38].
- Le 1er février 2008, il reçoit des mains du président de la République française Nicolas Sarkozy la croix d'officier de la Légion d'honneur (promotion du 14 juillet 2007)[39].
- En mai 2012, il est promu commandeur de l'ordre national du Mérite en France.
- Docteur honoris causa de l'université catholique de Louvain (1993).
- Docteur honoris causa de l'Université de Montréal (2008).

### Hommages
L'astéroïde (29449) Taharbenjelloun a été nommé en son honneur.

## Vie privée

### Affaire de la «bonne marocaine» exploitée à Paris
Le 9 septembre 2000, le journal Libération publie un article dans son édition du week-end à propos d'une employée d'origine marocaine, Fatna S., ramenée du Maroc en France par Tahar Ben Jelloun en septembre 1999 afin de s'occuper de ses quatre enfants et de l'entretien de la maison familiale. Selon le quotidien, elle était employée dans « l'illégalité », et avait comme profession indiquée sur son passeport celle de « bonne ». Le Comité contre l'esclavage moderne avait été saisi.